# 브레자

브레자의 위치

브레자(세르비아어: Бреза, Breza, 보스니아어: Breza, 크로아티아어: Breza)는 보스니아 헤르체고비나 중부에 위치한 도시로 면적은 72,9km2, 인구는 14,564명(2013년 기준)이다.
행정 구역상으로는 보스니아 헤르체고비나 연방 제니차도보이주에 속한다. 광업, 석탄 생산으로 유명한 곳이다.